# Kędzierscy herbu Belina

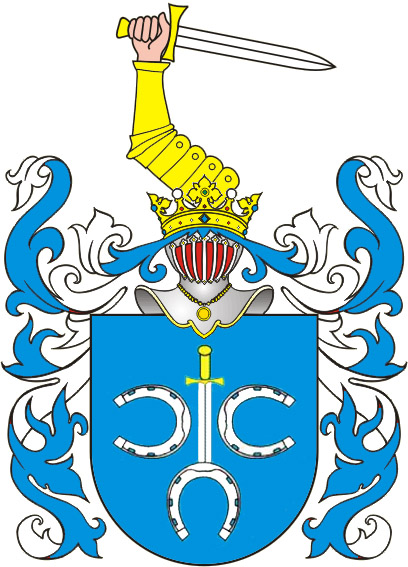
Herb Belina

Kędzierscy herbu Belina – rodzina rycerska, obecna na Mazowszu, na ziemi łęczyckiej i Wołyniu, a także na ziemiach bracławskiej, trembowelskiej i halickiej, wywodząca swoje korzenie z ziem czeskich.

## Etymologia nazwiska
Nazwisko Kędzierski ma charakter odmiejscowy, a konkretnie wywodzi się od miejscowości Kędziorki w powiecie brzezińskim (obecnie województwo łódzkie). 

## Pochodzenie
Według herbarza Seweryna Uruskiego, Kędzierscy zamieszkiwali Mazowsze oraz województwo łęczyckie. Pierwszymi wzmiankowanymi przodkami rodu są Andrzej, Melchior i Stanisław Kędzierscy, dziedzice na Kędziorkach, wymienieni w księgach poborowych z 1555 roku. Melchior miał syna Mikołaja, wzmiankowanego w 1591 roku, a ród zasłynął także z działalności Michała, pełniącego funkcję cześnika bracławskiego w 1617 roku, Stanisława, stolnika trembowelskiego w 1698 roku oraz Andrzeja, cześnika halickiego w 1785 roku.

### Gałąź łęczycka

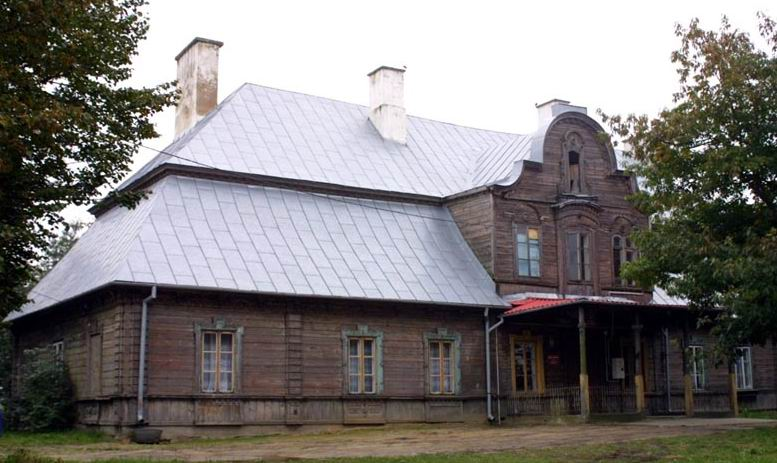
Dwór w Koźniewie Wielkim

Seweryn Uruski wzmiankuje o Walentym, dziedzicu wsi Zelgoszcz z 1769 roku, oraz jego synach: Michale, kanoniku uniejowskim, oraz Felicjanie, ojcu Marianny, która w 1796 roku poślubiła Ignacego Kosztuskiego. Kolejni wzmiankowani Kędzierscy to potomkowie Krzysztofa Kędzierskiego, wcześniejszego dziedzica wsi Zelgoszcz w 1679 roku. Jego potomkowie zostali wylegitymowani w Królestwie Polskim, w tym Franciszek-Dionizy w 1843 roku oraz Józef, podoficer wojsk rosyjskich, w 1857 roku. Adam Boniecki w swoim herbarzu również wzmiankuje Kędzierskich. Wpis wskazuje, że Jan Kędziorka, pojawiający się w dokumentach sądowych w Brzezinach już w 1418 roku, mógł być jednym z pierwszych przedstawicieli rodu. Do 1940 roku w rękach rodziny Kędzierskich znajdował się majątek o powierzchni 572 hektarów w Koźniewie Wielkim w powiecie ciechanowskim, z późnobarokowym, XVIII-wiecznym dworem modrzewiowym, który należy do najcenniejszych i największych drewnianych dworów na Mazowszu.  

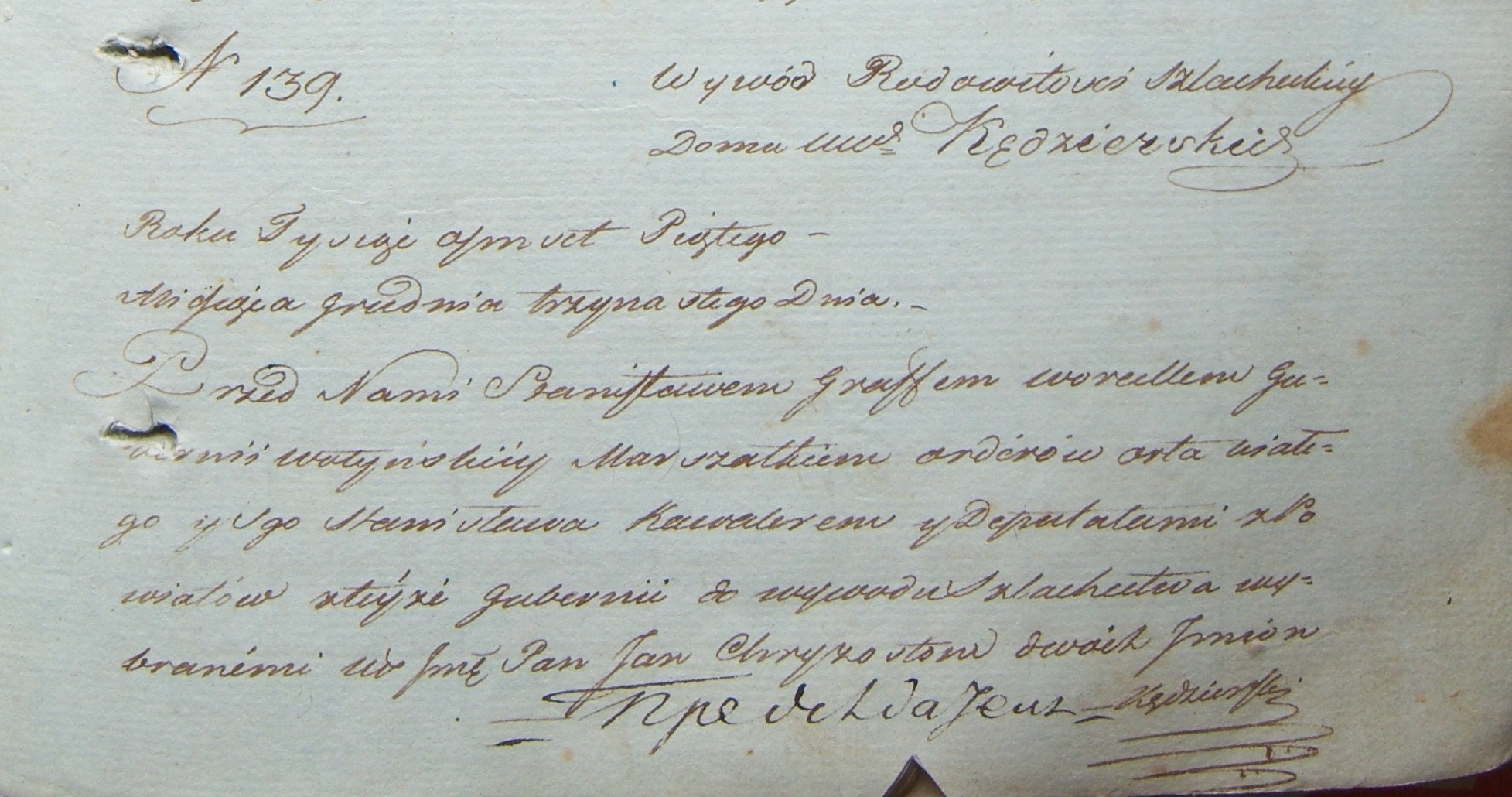
Wywód szlachectwa Jana Chryzostoma Kędzierskiego z 1805 roku

### Gałąź wołyńska
Po przyłączeniu Wołynia do Korony Królestwa Polskiego w 1569 roku na mocy unii lubelskiej, przedstawiciele rodu Kędzierskich herbu Belina zaczęli osiedlać się na terenach dzisiejszej Ukrainy głównie w dawnym województwie wołyńskim. W XVII wieku Michał i Stanisław Kędzierscy pełnili urzędy ziemskie, odpowiednio w Bracławszczyźnie i na terenie Trembowli. Na początku XVIII wieku Sebastian Kędzierski osiadł we wsi Białogródka w powiecie zasławskim, gdzie jego potomkowie kontynuowali linię rodu. W 1802 roku Paweł Kędzierski, a w 1805 roku Jan Chryzostom Kędzierski wraz z braćmi Józefem i Marcinem, złożyli wywody szlachectwa, które przedstawiały metryki ich przodków oraz potwierdzały ich szlacheckie pochodzenie. Dokumenty te, obejmujące liczne pokolenia rodziny Kędzierskich, zostały zarejestrowane w księgach szlachty guberni wołyńskiej. Dzięki tym formalnym legitymacjom szlacheckim, Kędzierscy potwierdzili swoją przynależność do stanu szlacheckiego i kontynuowali tradycje rodu. Rodzina zamieszkiwała te ziemie aż do końca II wojny światowej.

## Herb i Symbolika
Ród Kędzierskich posługuje się herbem Belina, jednym z historycznych herbów rycerskich w Polsce. Herb ten przedstawia w polu błękitnym srebrny miecz o złotej rękojeści, skierowany ostrzem w dół, umieszczony między dwiema srebrnymi podkowami zwróconymi do niego barkami. Ostrze miecza wbite jest w trzecią podkowę srebrną, której ocele skierowane są w dół. W niektórych wersjach herbu na mieczu pojawia się srebrny krzyż ćwiekowy. Klejnot herbu przedstawia złote ramię zbrojne trzymające ten sam miecz. Symbolika herbu Belina podkreśla rycerskie wartości rodu, takie jak odwaga i gotowość do walki. Podkowy symbolizują ochronę i stabilność, a miecz przypomina o zasługach wojennych przodków rodu.
Dosłowny opis herbu Belina z wywodu szlachectwa Pawła Kędzierskiego z Hrycowa z 1802 roku brzmi "Na tarczy trzy podkowy w trójnago ułożone każda z nich do siebie grzbietem obrócona na polu błękitnym na zrzedniej podkowie stoi szpada niemiecka obosieczna z rękojeścią do góry, na hełmie w prawą stronę obrócona ręka z mieczem".
Według Kacpra Niesieckiego herb Belina nawiązuje do postaci Żelisława, przodka z rodu Belinów, który miał stracić rękę w bitwie, za co został wynagrodzony przez księcia Bolesława Krzywoustego złotą ręką. Ramię zbrojne w klejnocie jest symbolem tej nagrody i oddania w służbie książęcej. Potomkowie Żelisława, przyjmując w kolejnych pokoleniach nazwiska od posiadanych gniazd rodowych, dali początek kilkunastu herbowym rodom rycerskim pieczętującym się wspólnym herbem Belina.

## Historia rodu Belinów
Kaseper Niesiecki, opierając się na pracach heraldyków takich jak Bartosz Paprocki, Marcin Bielski oraz kronikarzach czeskich, jak Václav Hájek czy Bohuslav Balbin zalicza ród Belinów do najstarszych rodów rycerskich, który swoje korzenie wywodzi z ziem czeskich, gdzie według legendy pełnił wysokie funkcje już w IX wieku. Gniazdem rodowym Belinów była miejscowość Bílina, a wpływ tej rodziny był na tyle silny, że przez pewien czas, około roku 880, udało im się zdobyć najwyższą władzę w Czechach. Na tronie zasiadał wówczas Strojmir Belińczyk, członek rodu, spokrewniony z dynastią Przemyślidów poprzez swego pradziada Biwoya, który poślubił Biłę, córkę władcy czeskiego Kroka.
Potęga Belinów została jednak złamana w 1041 roku po wejściu wojsk cesarza Henryka III do Pragi, co zmusiło członków rodu do migracji. Wraz z innymi czeskimi rodzinami rycerskimi – m.in. Okszyców, Odrowążów, Porajów i Rawiczów – Belinowie znaleźli schronienie w Polsce. Wkrótce, dzięki hojności książąt mazowieckich, ród otrzymał nadania na Mazowszu, głównie na terenie Ziemi Czerskiej, gdzie osiadł na stałe.
Pierwszym znanym przedstawicielem rodu Belinów w Polsce był Żelisław wzmiankowany za panowania Bolesława Śmiałego w 1064 roku, a kolejno jego syn Żelisław, wojewoda i hetman w służbie Bolesława Krzywoustego, uważany za jednego z najdzielniejszych dowódców księcia. W 1104 roku Żelisław został mianowany naczelnym dowódcą wyprawy przeciwko księciu morawskiemu Świętopełkowi. W jednej z bitew stracił prawą rękę, za co Bolesław wynagrodził go złotą ręką, którą ród uczynił symbolem swojej odwagi i lojalności, umieszczając ją w klejnocie herbowym.
Bartosz Paprocki podaje, że Żelisław zmarł około 1120 roku piastując urząd kasztelana krakowskiego. Pozostawił on po sobie syna Bolesława, którego synowie z kolei, osiadając na różnych ziemiach i przyjmując nazwiska od swoich posiadłości, dali początek licznym rodom pieczętującym się herbem Belina. Jedną z takich rodzin, która wywodzi swoje korzenie od tego legendarnego rodu, są Kędzierscy z Kędziorek.